# Quincy Kammeraad
Quincy Julian Boltron Kammeraad (Haarlem, 1º febbraio 2001) è un calciatore filippino con cittadinanza olandese, portiere dell'One Taguig e della nazionale filippina.

## Biografia
Kammeraad nasce ad Haarlem, in Olanda, da padre olandese e madre filippina, rendendolo dunque eleggibile da entrambi le nazionali.

## Carriera

### Club
Cresce calcisticamente in Olanda presso varie accademie giovanili comprese quelle dell'AZ e del Volendam. 
Dopo 2 anni all'Azkals Development Team, Kammeraad si trasferisce al Kaya-Iloilo. Nella stagione 2024/25, viene ingaggiato dall'One Taguig Fc.

### Nazionale
Kammeraad debutta per la nazionale maggiore delle Filippine nella vittoria per 1-0 sull'Indonesia nell'edizione 2024 dell'ASEAN Cup.